# Construction de Davies-Meyer

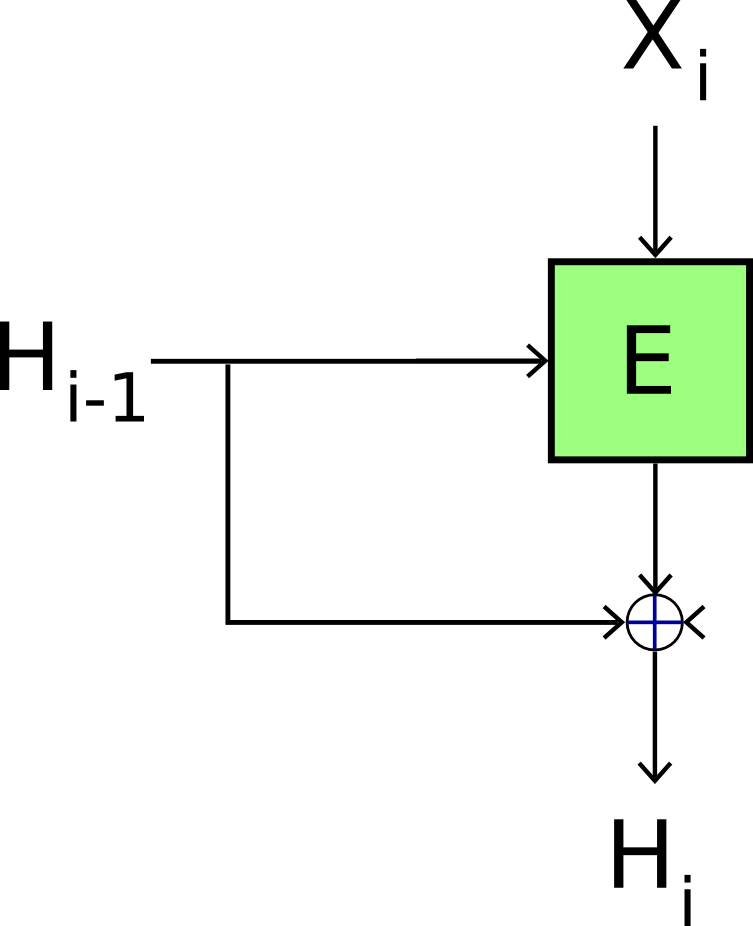
Construction de Davies-Meyer

Une construction de Davies-Meyer (ou fonction de Davies-Meyer) est une technique utilisée dans les fonctions de hachage cryptographiques.
La sortie de la compression précédente {\displaystyle H_{i-1}} (ou la valeur d'initialisation dans le cas de la première itération) est chiffrée avec le bloc actuel du message {\displaystyle M_{i}} . Un XOR est ensuite appliqué entre la sortie de la fonction de compression {\displaystyle E(M,H_{i-1})} et la sortie de la compression précédente {\displaystyle H_{i-1}} pour générer la valeur de hachage actuelle {\displaystyle H_{i}}. 

## Résistance
Avec une construction de ce type, il est facile de trouver un point fixe pour tout bloc {\displaystyle M~} provenant du message. Si l'on force {\displaystyle E(M,H_{i})~} à zéro, et que l'on trouve une manière d'inverser {\displaystyle E} sous cette contrainte alors on peut poser la relation suivante : {\displaystyle F(M,H_{i+1})=E(M,H_{i})\oplus H_{i}=H_{i}} car {\displaystyle 0\oplus H=H}. En 1999, Drew Dean développe dans sa thèse une attaque basée sur cette propriété. Grâce à cette vulnérabilité qui permet de retrouver des préimages, les fonctions de hachage basées sur Davies-Meyer sont moins robustes.